# Listicle
Dans le journalisme et les blogues, un listicle est une forme d'article de presse. C'est un court texte écrit sous forme de liste et comportant juste assez de contenu pour être publié comme un article.
Un listicle typique met en évidence un nombre cardinal dans son titre (par exemple, Les 10 endroits à voir à Montréal) et contient des titres de sections reflétant les éléments de la liste.
Un listicle ordonné (comme Les 10 personnes les plus influentes aux États-Unis) implique souvent un jugement qualitatif, véhiculé par l'ordre des éléments dans le texte. Les éléments sont souvent présentés en ordre inverse d'importance et l'élément numéro 1 est le dernier de la séquence. Plusieurs listicles ne véhiculent pas de jugement de valeur et présentent leurs éléments sans ordre particulier, bien que les éléments puissent être groupés par thème.

## Origine du mot
Le mot est apparu en anglais comme un mot-valise dérivé de la liste et article.
Certains ont fait remarquer qu'en anglais, la prononciation de listicle évoque le mot popsicle, mettant l'accent sur le plaisir et le côté pas très nutritif du listicle.

## Média
Alors que les articles conventionnels nécessitent souvent un travail minutieux du flux narratif, l'indépendance des éléments du listicle permet de composer l'article beaucoup plus rapidement et avec moins d'efforts. Le listicle  peut aussi être un moyen de recycler des informations, car, dans le listicle, c'est souvent le contexte, et non le contenu, qui est original. Par exemple, un listicle peut être construit en ajoutant des légendes à des vidéos YouTube existantes. Pour cette raison, la forme a été critiquée comme un « type de création de contenu à bas prix ».
Malgré sa piètre qualité, le listicle est omniprésent dans les kiosques à journaux et sur le Web. Les couvertures de magazines tels que Cosmopolitan et le Men's Journal (en) affichent régulièrement un, sinon plusieurs, listicles. En 2009, des listicles dans le format 25 choses aléatoires à propos de moi sont devenus des phénomènes sur Internet. Ces listicles ont débuté sur Facebook, puis se sont répandus sur tout le Web, attirant une couverture médiatique considérable.